# Graf DK 62

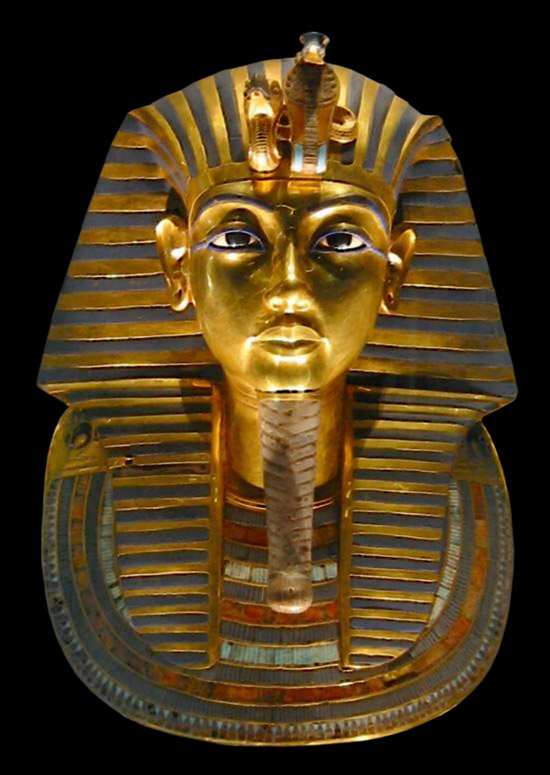
Dodenmasker van Toetanchamon.

Graf DK 62 is het graf van Toetanchamon dat in 1922 werd ontdekt in de Vallei der Koningen.

## Ontdekking
Het graf van Toetanchamon was ongeveer 3000 jaar ongemoeid gelaten, maar Howard Carter was het op het spoor gekomen. Tijdens eerdere opgravingen waren er reeds verschillende voorwerpen gevonden met de naam van Toetanchamon, maar nog niet het graf van de jonge farao. De algemene gedachte was, dat de Vallei der Koningen al helemaal was leeggehaald, maar Carter deed er toch opgravingen. Gedurende zes jaar had hij van Lord Carnarvon subsidie gekregen om er te graven, maar goede resultaten bleven uit en Carter kreeg nog voor enkele maanden licentie om verder te graven.
Op 4 november 1922 stootten enkele werkers op een trede. Het was een trap die naar een gang leidde. Er werd gewacht op Lord Carnarvon. Op 23 november slaagden Carnarvon en Carter erin om een gat te maken in de tweede deur en zagen voor het eerst het ongeschonden graf.

## Leeghalen van het graf
Al snel werd duidelijk dat het een groot en langdurig werk zou zijn om alle voorwerpen uit het graf te halen. Omwille van het historisch belang moest men alles goed catalogiseren. Er werd gekozen voor een nummering tot 620 en een onderverdeling van aa tot zz.
Er werden schetsen en foto's van het graf gemaakt. De foto's werden gemaakt door Harry Burton. De gecatalogiseerde voorwerpen werden vervolgens uit het graf gehaald en per stoomboot naar Caïro gebracht. Er waren 45 man nodig om het leeg te halen.

## Plundering in de Oudheid
Carter had al opgemerkt dat het graf al in de oudheid zelf was geschonden. Waarschijnlijk werd het graf twee keer bezocht. Een eerste keer was de gang nog niet afgesloten en konden de dieven kleine voorwerpen meenemen. Daarna gooiden de ambtenaren de gang dicht met puin, maar enkele plunderaars maakten een kleine gang en raakten zo toch het graf binnen. Daar hebben ze snel te werk moeten gaan en kleine en dure objecten gestolen. Dit werd opgemerkt en de gang werd opnieuw afgesloten. Bovendien werd een deel van de spullen die waren gebruikt bij de balseming en begrafenis van Toetanchamon, verplaatst naar graf DK 54. De tombe werd bij de bouw van het graf van Ramses VI bedekt met zand en zo beschermd tegen de grote plunderingen in de late tijden.

## Indeling van graf

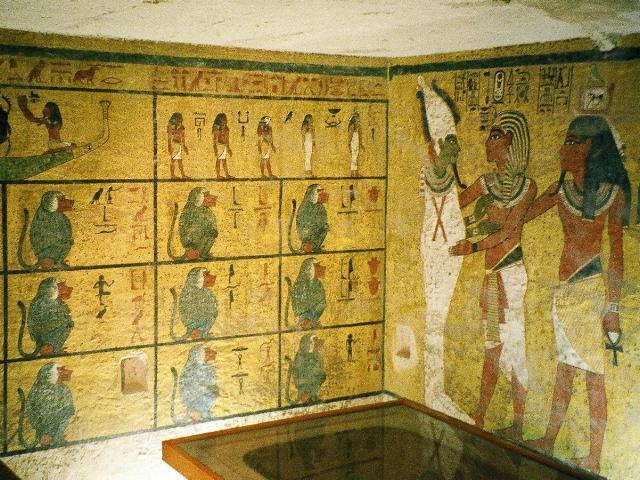
Beschilderde west- en noordwand in de grafkamer

Het graf werd door Carter ingedeeld in verschillende kamers
- De Voorkamer: Deze kamer van 7,85 m op 3,55 m stond volgestapeld met kisten, dozen, wagens, stoelen en bedden. Er waren ongeveer 600 objecten waarvan de opvallendste de vergulde troon van Toetanchamon. Deze troon had op de achtergrond nog de zonneschijf van Aton. Aan weerszijden van de ingang naar de grafkamer stonden twee Ka-beelden die de kamer bewaakten.
- De Grafkamer: Vanuit de voorkamer kwam men in de grafkamer waar de mummie van de farao zich bevond. De mummie was geplaatst in verschillende schrijnen en doodskisten. Toen de laatste kist werd opengemaakt, zag men de mummie met het bekende dodenmasker. Er waren ongeveer 300 voorwerpen in deze kamer, maar de aandacht wordt vooral getrokken door de schitterende decoratie. Bekend is de mondopeningsceremonie die door de opvolger Eje werd verricht.
- De Schatkamer: Naast de grafkamer was er een opening naar de schatkamer. Hier lag het schrijn met de canopen. Er lagen in deze kamer ongeveer 500 voorwerpen waarvan enkele schitterende juwelen, scepters en beelden.
- De zijkamer: De voorkamer gaf ook nog toegang tot een andere kamer. Hier stonden ongeveer 2000 objecten gestapeld. Het betrof niet echt dure voorwerpen, maar eerder dagelijkse objecten.

Al deze objecten dienden voor de farao, die hij zou kunnen gebruiken in zijn volgende leven. Tot de objecten behoorden ook 413 Oesjabti's. De meeste voorwerpen zijn tentoongesteld in het Egyptisch Museum (Caïro). De mummie is echter op verzoek van Carter teruggeplaatst in zijn graf, waar hij nog steeds ligt.
De ontdekking van het graf wordt beschouwd als een van de grootste archeologische vondsten.

### Onderzoek 2015-2018
Na een röntgenscan in 2015 van de wanden in de grafkamer vermoedden onderzoekers dat er in de noordwand en in de westwand doorgangen zouden zijn naar andere ruimten. Egyptoloog Nicolas Reeves verwachtte aan de westzijde een zijkamer en aan de noordzijde nog een grafkamer, waarin zich mogelijk het graf van Nefertiti zou kunnen bevinden. Zijn argumentatie: "graven van farao's buigen vanuit de dalende gang veelal linksaf en DK62 buigt rechtsaf; hier moet wel een koningin begraven zijn." Na onderzoek door een team Italiaanse archeologen in 2018 deelde de Egyptische minister van Oudheden op 6 mei 2018 mee dat er zich geen verborgen kamers bevinden.